# Łowsko
Łowsko (bułg. Ловско) – wieś w Bułgarii, w obwodzie Razgrad, w gminie Łoznica. W 2023 roku liczyła 626 mieszkańców.